# Селанац
Селанац је насеље у Србији у општини Љубовија у Мачванском округу. Према попису из 2022. било је 247 становника. До 30.03.2000. године званични назив насеља је био Селенац.
У селу се налази Црква брвнара у Селанцу.

## Демографија
У насељу Селанац живи 392 пунолетна становника, а просечна старост становништва износи 41,1 година (39,6 код мушкараца и 42,7 код жена). У насељу има 168 домаћинстава, а просечан број чланова по домаћинству је 2,89.
Ово насеље је великим делом насељено Србима (према попису из 2002. године), а у последња три пописа, примећен је пад у броју становника.
|  |

| Демографија | Демографија | Демографија |
| Година      | Становника  | Становника  |
| ----------- | ----------- | ----------- |
| 1948.       | 776         |             |
| 1953.       | 898         |             |
| 1961.       | 928         |             |
| 1971.       | 816         |             |
| 1981.       | 644         |             |
| 1991.       | 542         | 540         |
| 2002.       | 485         | 488         |

| Етнички састав према попису из 2002.‍ | Етнички састав према попису из 2002.‍ | Етнички састав према попису из 2002.‍ | Етнички састав према попису из 2002.‍ | Етнички састав према попису из 2002.‍ |
| ------------------------------------ | ------------------------------------ | ------------------------------------ | ------------------------------------ | ------------------------------------ |
|                                      |                                      |                                      |                                      |                                      |
| Срби                                 | Срби                                 |                                      | 482                                  | 99,38%                               |
| Словаци                              | Словаци                              |                                      | 1                                    | 0,20%                                |
| Роми                                 | Роми                                 |                                      | 1                                    | 0,20%                                |
| Муслимани                            | Муслимани                            |                                      | 1                                    | 0,20%                                |
| непознато                            | непознато                            |                                      | 0                                    | 0,0%                                 |

| Година пописа     | 1948. | 1953. | 1961. | 1971. | 1981. | 1991. | 2002. |
| ----------------- | ----- | ----- | ----- | ----- | ----- | ----- | ----- |
| Број домаћинстава | 111   | 139   | 169   | 174   | 145   | 151   | 168   |

| Број чланова      | 1  | 2  | 3  | 4  | 5  | 6 | 7 | 8 | 9 | 10 и више | Просек |
| ----------------- | -- | -- | -- | -- | -- | - | - | - | - | --------- | ------ |
| Број домаћинстава | 34 | 47 | 28 | 30 | 23 | 4 | 2 | 0 | 0 | 0         | 2,89   |

| Пол    | Укупно | Неожењен/Неудата | Ожењен/Удата | Удовац/Удовица | Разведен/Разведена | Непознато |
| ------ | ------ | ---------------- | ------------ | -------------- | ------------------ | --------- |
| Мушки  | 213    | 81               | 117          | 11             | 4                  | 0         |
| Женски | 199    | 33               | 117          | 42             | 6                  | 1         |
| УКУПНО | 412    | 114              | 234          | 53             | 10                 | 1         |

| Пол    | Укупно                    | Пољопривреда, лов и шумарство | Рибарство                            | Вађење руде и камена | Прерађивачка индустрија       |
| ------ | ------------------------- | ----------------------------- | ------------------------------------ | -------------------- | ----------------------------- |
| Мушки  | 130                       | 44                            | 0                                    | 61                   | 5                             |
| Женски | 65                        | 47                            | 0                                    | 5                    | 1                             |
| УКУПНО | 195                       | 91                            | 0                                    | 66                   | 6                             |
| Пол    | Производња и снабдевање   | Грађевинарство                | Трговина                             | Хотели и ресторани   | Саобраћај, складиштење и везе |
| Мушки  | 1                         | 6                             | 2                                    | 0                    | 3                             |
| Женски | 0                         | 1                             | 6                                    | 1                    | 0                             |
| УКУПНО | 1                         | 7                             | 8                                    | 1                    | 3                             |
| Пол    | Финансијско посредовање   | Некретнине                    | Државна управа и одбрана             | Образовање           | Здравствени и социјални рад   |
| Мушки  | 0                         | 0                             | 5                                    | 0                    | 1                             |
| Женски | 0                         | 0                             | 0                                    | 2                    | 1                             |
| УКУПНО | 0                         | 0                             | 5                                    | 2                    | 2                             |
| Пол    | Остале услужне активности | Приватна домаћинства          | Екстериторијалне организације и тела | Непознато            | Непознато                     |
| Мушки  | 0                         | 0                             | 0                                    | 2                    | 2                             |
| Женски | 0                         | 0                             | 0                                    | 1                    | 1                             |
| УКУПНО | 0                         | 0                             | 0                                    | 3                    | 3                             |